# Zinggetz
Zinggetz är en bergstopp i Österrike.   Den ligger i distriktet Lienz och förbundslandet Tyrolen, i den centrala delen av landet, 300 km väster om huvudstaden Wien. Toppen på Zinggetz är 2 788 meter över havet.
Terrängen runt Zinggetz är huvudsakligen bergig, men den allra närmaste omgivningen är kuperad. Runt Zinggetz är det ganska glesbefolkat, med 27 invånare per kvadratkilometer.. Närmaste större samhälle är Matrei in Osttirol, 15,1 km väster om Zinggetz. 
Trakten runt Zinggetz består i huvudsak av gräsmarker.